# Xiaomi SU7
Xiaomi SU7 (кит.小米SU7) — повнорозмірний електромобіль, що випускається китайською компанією Xiaomi Auto, дочірньою компанією китайської компанії побутової електроніки Xiaomi. Автомобіль виробляється в Пекіні за ліцензією BAIC Group. Електромобіль був анонсований в грудні 2023 року. Офіційна презентація Xiaomi SU7 відбулася 28 березня 2024 року в Пекіні і в цей же день Xiaomi почала приймати замовлення на автомобіль. Постачання почалися в лютому 2024 року.
Модель доступна в комплектаціях Standard, Pro, Max та Ultra.
Станом на квітень 2024 року Алло приймає замовлення на автомобіль.

## Опис

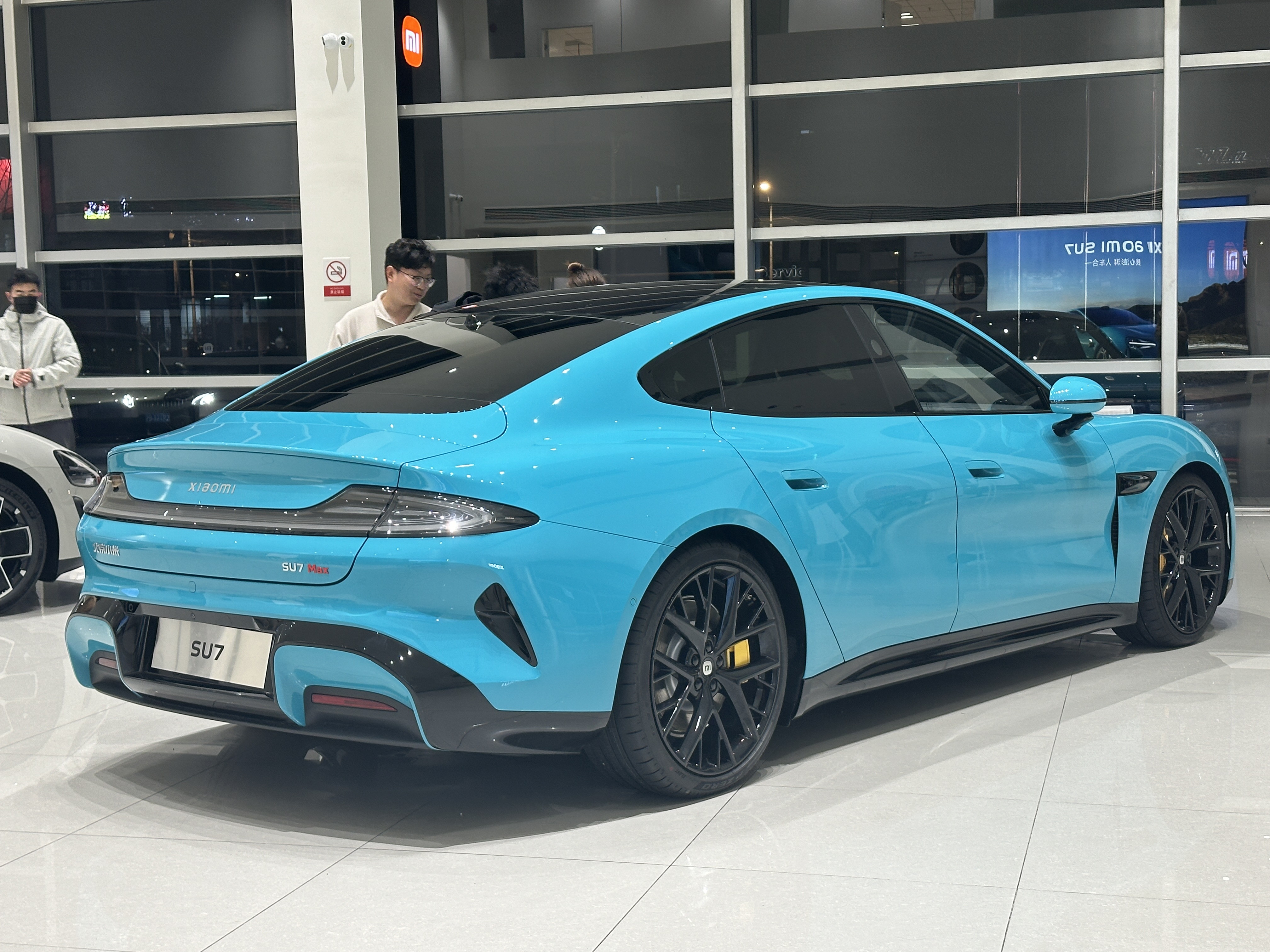
Xiaomi SU7 Max

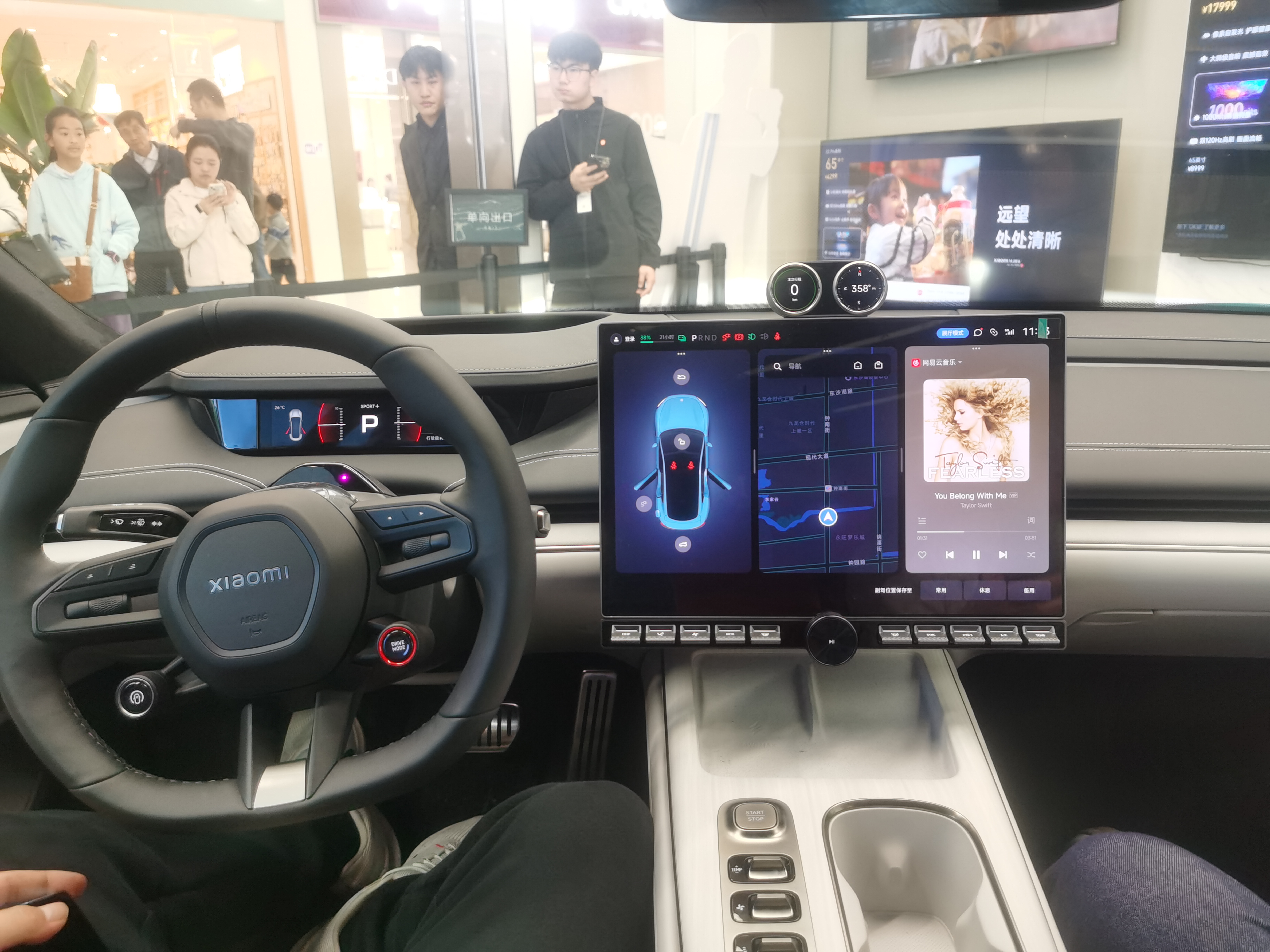

Про виробництво електромобілів компанія Xiaomi оголосила у березні 2021 року. Компанія заявила, що інвестує у проект 10 мільярдів юанів. Підрозділ Xiaomi Automobile було засновано у 2021 році у Зоні економічного та технологічного розвитку Пекіна. У серпні 2023 року державний комітет з розвитку та реформ КНР дозволив компанії Xiaomi випускати автомобілі.
Розроблений під кодовим позначенням MS11, SU7 випускається за співпраці з BAIC. Виробництво розпочалося у грудні 2023 року. До кінця року планують випустити 300 авто, серійне виробництво запустять у січні 2024 року.

## Технічні характеристики
SU7 побудований на основі 800-вольтової електричної архітектури з максимальною напругою 871 вольт.
Задньоприводний варіант Xiaomi SU7 працює від напруги 400 вольт і оснащений електродвигуном потужністю 220 кВт (295 к. с.) і 400 Нм, а повнопривідний працює при напрузі 800 В і оснащається двома електродвигунами сумарною потужністю 495 кВт (664 к. с.) 500 Нм.
SU7 Max використовує батарею NMC ємністю 101 кВт*год виробництва CATL під брендом Qilin, встановлену у форматі cell-to-pack. 
Базовий задньопривідний SU7 використовує меншу батарею FinDreams LFP на 73,6 кВт*год виробництва BYD Company. 
Xiaomi також планує випустити версії з батареями на 132 кВт*год і 150 кВт*год. 
За словами Xiaomi, базовий SU7 здатний розганятися з 0–100 км/год за 5,3 секунди, тоді як SU7 Max розганяється з 0–100 км/год за 2,78 секунди. 
Швидкість обмежена до 210 км/год для базової моделі та 265 км/год для SU7 Max.
Маса від 1980 кг.

## Xiaomi SU7 Ultra

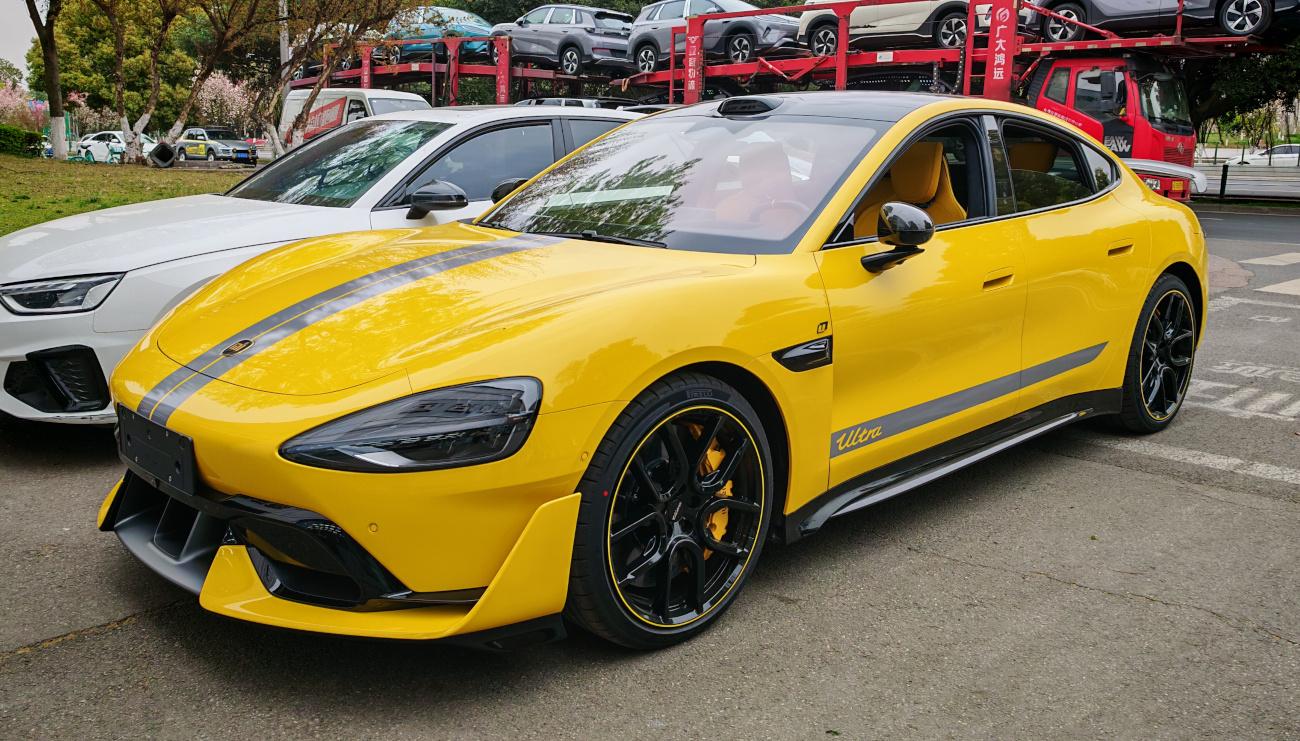
Xiaomi SU7 Ultra

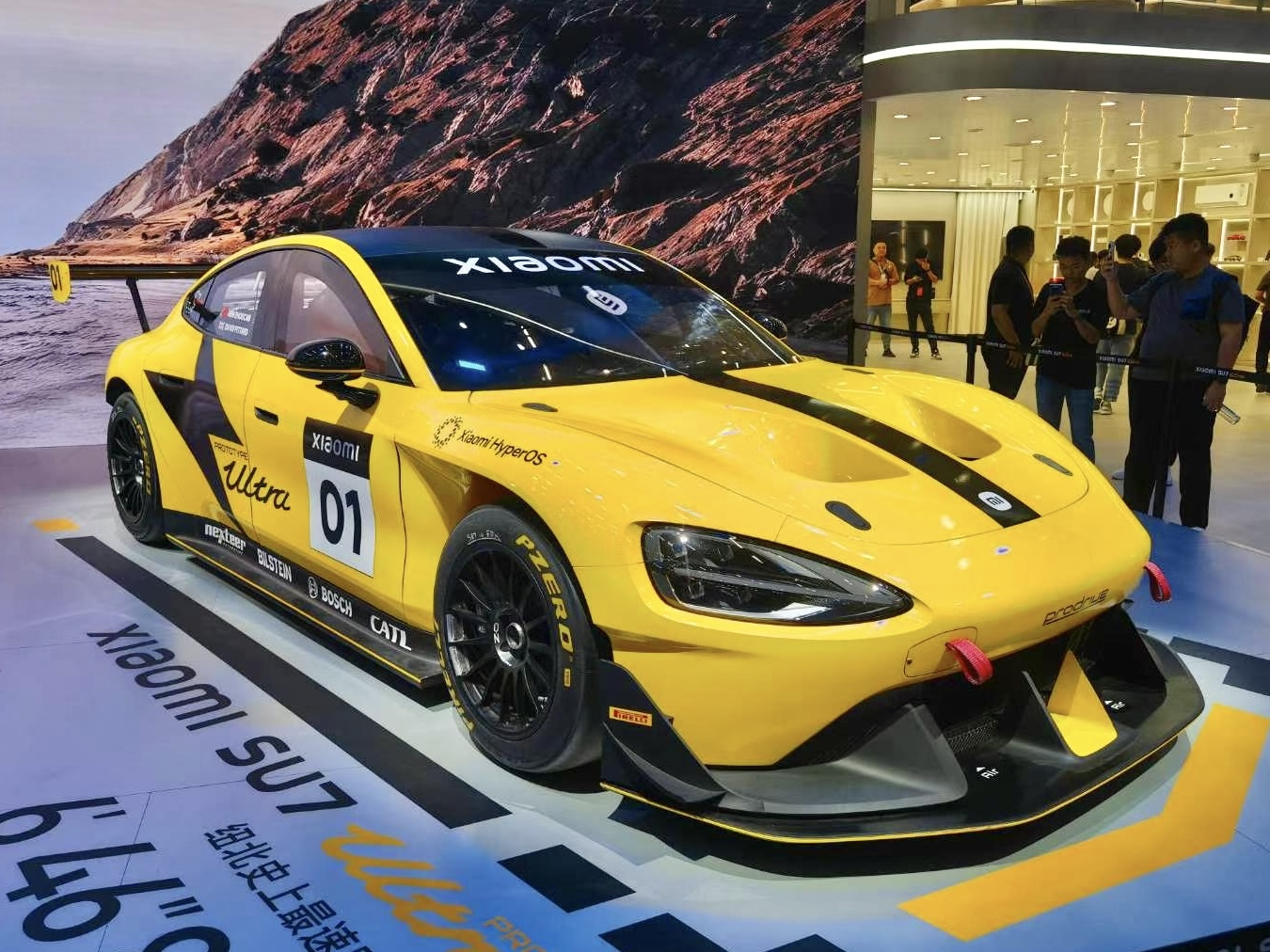
Прототип

Найпотужніший варіант Xiaomi SU7 Ultra буде випущено в масове виробництво 29 жовтня 2024 року в Пекіні за ціною 814 900 юанів (114 200 доларів США). 
Він був офіційно випущений у березні 2025 року.
SU7 Ultra має три електродвигуни Xiaomi (два HyperEngine V8 і один HyperEngine V6). Їх сукупна потужність досягає 1138 кВт (1526 к.с).  
Піковий крутний момент досягає 1770 Н⋅м.  
Він розганяється до 100 км/год за 1,98 секунди і до 200 км/год за 5,86 секунди. Максимальна швидкість досягає 350 км/год.
28 жовтня 2024 року SU7 Ultra Prototype став найшвидшим чотиридверним автомобілем на Нюрбургрингу, досягнувши офіційного рекорду 6:46,874.

## Аварія
Компанія Xiaomi визнала, що її електромобіль SU7 потрапив у смертельну аварію на китайському шосе.  
О 22:44 29 березня 2025 року електромобіль Xiaomi SU7 врізався в огорожу та загорівся на ділянці Чі-Ці (池祁) швидкісної автомагістралі Дечжоу-Шанжао (德上高速) в Аньхої.  
Три студентки коледжу, що перебували в автомобілі, загинули.  
За даними Xiaomi, перед аварією була ввімкнена розширена функція допомоги водієві автомобіля, і автомобіль рухався зі швидкістю 116 км/год.